# Eupithecia immundata
Eupithecia immundata is een nachtvlinder uit de familie van de spanners (Geometridae).
De spanwijdte van deze vlinder is 17 tot 20 millimeter. De grondkleur is geelbruin met iets donkerder dwarslijnen. Er is geen centrale vlek op de vleugels zichtbaar.
De soort gebruikt christoffelkruid als waardplant. De rups is te vinden van eind juni tot in augustus en leeft in de vruchten. De soort vliegt in een jaarlijkse generatie van juni. De pop overwintert.
De soort komt voor bergachtige gebieden Europa en daarnaast in Noord-Europa. Niet in Nederland en België.